# Stenus lucens
Stenus lucens är en skalbaggsart som beskrevs av Cameron. Stenus lucens ingår i släktet Stenus och familjen kortvingar. Inga underarter finns listade i Catalogue of Life.